# Gmina Ciechocin
Die Gmina Ciechocin ist eine Landgemeinde im Powiat Golubsko-Dobrzyński der Woiwodschaft Kujawien-Pommern, Polen. Ihr Sitz befindet sich im Dorf Ciechocin [t͡ɕeˈxɔt͡ɕin] mit 776 Einwohnern (2012). Die Stadt Toruń liegt etwa 20 km westlich.

## Geschichte
Das namensgebende Dorf wurde 1242 erstmals urkundlich erwähnt. Von 1655 bis 1657 gehörte Ciecochin zum Königreich Schweden.

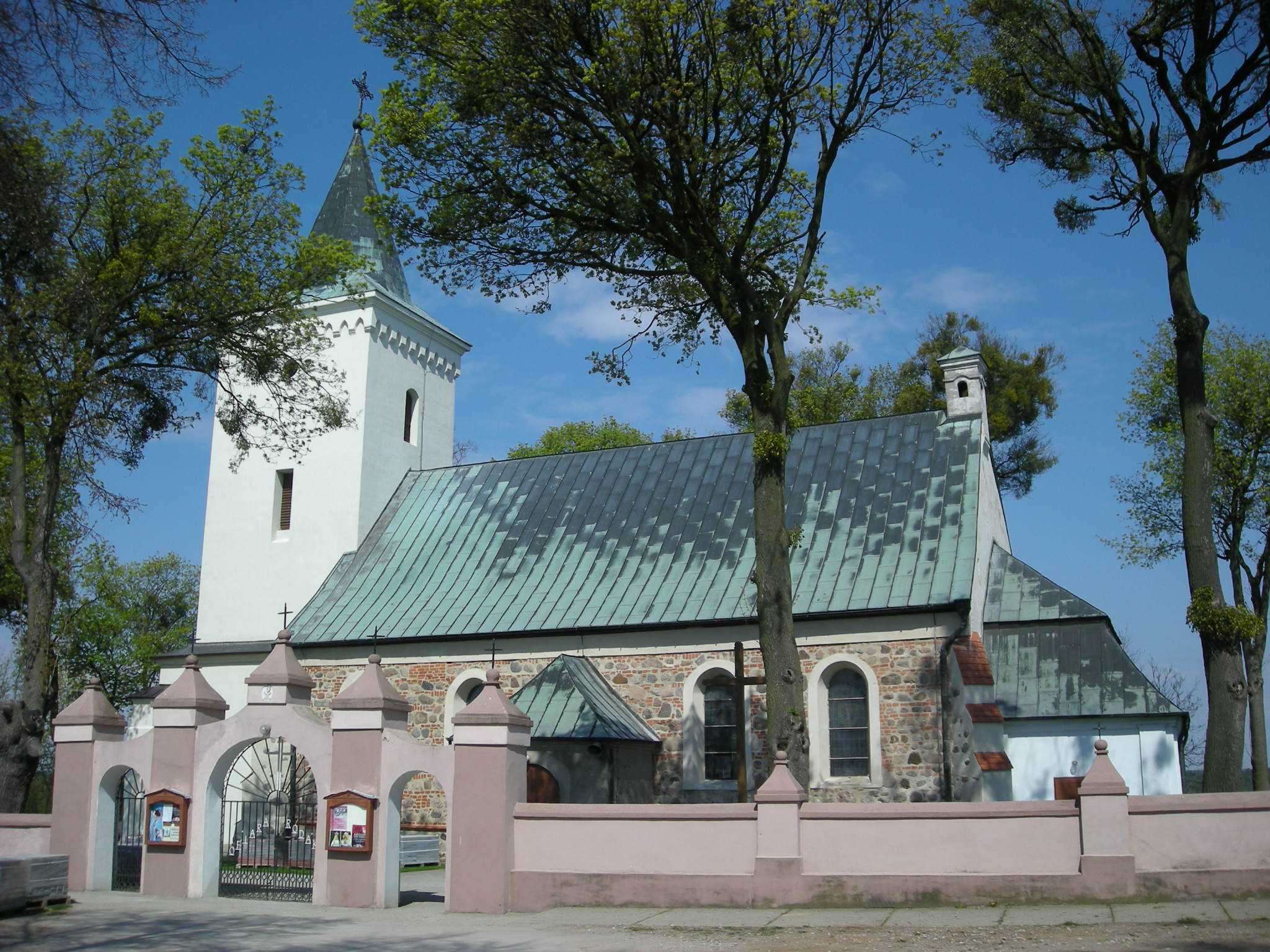
Kirche von Ciechocin

Von 1975 bis 1998 gehörte die Gmina Ciecochin zur Woiwodschaft Toruń.

## Gliederung
Zur Landgemeinde (gmina wiejska) Ciechocin gehören zehn Dörfer mit einem Schulzenamt (sołectwo):
- Ciechocin
- Elgiszewo
- Małszyce
- Miliszewy
- Morgowo
- Nowa Wieś
- Piotrkowo
- Rudaw
- Świętosław